# Le Rachat suprême
Pour plus de détails, voir Fiche technique et Distribution.
Le Rachat suprême (The Whispering Chorus) est un film américain réalisé par Cecil B. DeMille, sorti en 1918.

## Synopsis
John Tremble, un caissier pauvre dans une entreprise de sous-traitance, succombe à la voix du mal et à la tentation en volant 1000 $ à son employeur. Lorsque l'angoisse de se faire prendre se fait de plus en plus grande, il s'enfuit vers une île isolée où il reste caché.

## Fiche technique
- Titre original : The Whispering Chorus
- Titre français : Le Rachat suprême
- Réalisation : Cecil B. DeMille
- Scénario : Jeanie Macpherson d'après le roman de Perley Poore Sheehan (en)
- Direction artistique : Wilfred Buckland
- Photographie : Alvin Wyckoff
- Montage : Cecil B. DeMille
- Pays d'origine : États-Unis
- Format : Noir et blanc - 1,33:1 - Film muet
- Genre : drame
- Durée : 86 minutes
- Date de sortie : 1918

## Distribution
- Raymond Hatton : John Tremble
- Kathlyn Williams : Jane Tremble
- Edythe Chapman : la mère de John Tremble
- Elliott Dexter : George Coggeswell
- Noah Beery : le docker
- Guy Oliver : Chef McFarland
- John Burton : Charles Barden
- Tully Marshall : F.P. Clumley
- William H. Brown : Stauberry
- James Neill : Channing
- Gustav von Seyffertitz : Mocking Face
- Walter Lynch : Evil Face
- Edna Mae Cooper (en) : Good Face